# Nizamabad
Nizamabad ist eine Stadt im indischen Bundesstaat Telangana. 
Die Stadt liegt auf einer Höhe von 393 m auf der Dekkan-Hochfläche. Nizamabad liegt knapp 150 km nördlich von Hyderabad.
Die Stadt ist Verwaltungssitz des gleichnamigen Distrikts und hat etwa 310.000 Einwohner (Volkszählung 2011).
Nizamabad ist eine Municipal Corporation. Sie ist in 50 Wards gegliedert und erstreckt sich über eine Fläche von 40 Quadratkilometern.
Der Name der Stadt leitet sich folgendermaßen her: Nizam ist die Bezeichnung für den Gouverneur des Hyderabad-Staates; Abad bedeutes „langes Leben“. Früher trug die Stadt den Namen Indur.

## Persönlichkeiten
- Nikhat Zareen (* 1996), Boxerin